# 五十嵐五十鈴
五十嵐 五十鈴（いがらし いすず、1953年5月3日 - 2015年2月10日）は、神奈川県出身の女優。身長157cm。体重40kg。東京俳優生活協同組合に所属していた。東宝芸能アカデミー別科演劇科卒。双子の妹である五十嵐美鈴とは、女優として同じ経歴を歩んだ。

## 出演

### テレビドラマ
NHK
- 大河ドラマ
  - 風と雲と虹と（1976年） - 民人、巫女、遊女
  - 春日局（1989年）
  - 徳川慶喜（1998年） - 商家の女房
- 土曜ドラマ 松本清張シリーズ たずね人（1977年） - 泰子
- かりん（1994年）
- 春よ、来い（1995年）

日本テレビ
- 俺たちの朝 第19話「雨漏と人工呼吸と熱い味噌汁」（1977年） - 劇団創作座座員
- ゆうひが丘の総理大臣（1979年）
- 太陽にほえろ!
  - 第348話「ジュンとキング」（1979年）
  - 第413話「エーデルワイス」（1980年） - 岩田真理子
  - 第612話「怒れる狙撃者」（1984年） - 園児の母親
  - 第692話「捜査に手を出すな!」（1986年） - 花屋店主
  - 第713話「エスパー少女・愛」（1986年） - 西谷愛の担任教師
- ちょっとマイウェイ（1979年）
- 新五捕物帳（1980年）
- 火曜サスペンス劇場
  - 安比高原 - 十和田湖連続殺人事件（1987年）
  - 引き裂かれた夜（1987年）
- M8.5直下型東京大地震（1990年）
- 花婿の父（1991年）
- 青い薔薇殺人事件（1993年）
- ストーカー 逃げきれぬ愛（1997年）

TBS
- 七人の刑事（1979年）
- 江戸を斬るIV（1979年）
- 噂の刑事トミーとマツ 第1シリーズ 第14話「愛の酔拳 オソ松失恋の恐怖」（1980年） - マンション住人
- 家政婦・織枝の体験（1985年）
- 仮面ライダーシリーズ
  - 仮面ライダーBLACK 第27話「火を噴く危険道路」（1988年） - ヒサオの母親
  - 仮面ライダーBLACK RX 第11話「スクラップの反乱」（1989年） - 正樹の母親
- 月曜ドラマスペシャル ヒマラヤの赤い自転車（1992年）
- 月曜ゴールデン 占い師みすず 事件は運命の彼方に（2008年）

フジテレビ
- 江戸の旋風（1977年）
- 白い巨塔（1978年） - タイピスト
- 悪魔からの通告（1986年）
- 裸の大将放浪記（1988年）
- 魔法少女ちゅうかなぱいぱい! 第17話「幻のグラウンド」（1989年） - 母親
- ジュニア・愛の関係（1992年）
- 親愛なる者へ（1992年）
- 文學ト云フ事 第17回「朝雲」（1994年） - 宮子の母
- 明るい家族計画（1995年）
- E.YAZAWA 成りあがり（2002年）
- 白い巨塔（2004年）
- トップキャスター（2006年）
- バーテンダー（2011年）

テレビ朝日
- 特別機動捜査隊（1969年）
- ザ・カゲスター 第20話「極悪海神ベアーコング・コピー作戦!」（1976年） - 冬子
- 超神ビビューン 第32話「シンドが死ぬ? 大魔王覚悟」（1977年）
- 破れ奉行（1977年）
- スーパー戦隊シリーズ
  - ジャッカー電撃隊 第35話「大勝利! さらばジャッカー」（1977年） - 鯨井夫人
  - 大戦隊ゴーグルファイブ（1982年）
    - 第18話「大人が消える日」 - 高田夫人
    - 第39話「悪魔の人食い絵本」 - 母親

  - 科学戦隊ダイナマン 第22話「いたずら大戦争!」（1983年） - ミツオの母親
  - 鳥人戦隊ジェットマン 第43話「長官の体に潜入せよ」（1991年） - 鹿鳴館香の母親
- 俺はあばれはっちゃく（1979年） - 夏子
- 江戸の牙（1979年）
- 土曜ワイド劇場
  - 黒の環状線（1980年）
  - 三毛猫ホームズの運動会（1983年）
  - 混浴露天風呂連続殺人（1986年）
- ザ・ハングマン 燃える事件簿 第14話「生きかえったスリ係 女刑事」（1981年）
- 特捜最前線
  - 第301話「万引き少女の日記!」（1983年）
  - 第390話「判決・愛が裁かれるとき!」（1984年）
  - 第413話「眠れ父よ、季節はずれの雛人形!」（1985年）
  - 第448話「黙秘・堕ちた名門夫人!」（1986年）
  - 第455話「絆・ミッドナイトコールに殺しの匂い!」（1986年）
  - 第466話「千五百万人の悪女たち・パート主婦不倫心中!」（1986年）
- 西部警察 PART-III 第14話「マシンZ・白昼の対決!」（1983年） - 田辺夫人
- メタルヒーローシリーズ
  - 宇宙刑事シャイダー 第35話「謎を射る黄金の矢」（1984年） - 沢村大の母親
  - 時空戦士スピルバン 第28話「赤ちゃんこんにちは・23世紀レッスン」（1986年） - 遠藤夫人
  - 超人機メタルダー 第7話「ゴールを決めろ! タグ兄弟との炎の決闘」（1987年）
  - 特警ウインスペクター 第17話「怖い宇宙の贈り物」（1990年）
  - 特救指令ソルブレイン 第9話「父と娘の赤い絆」（1991年） - 神崎恵子
- 私鉄沿線97分署（1986年）
- どうぶつ通り夢ランド（1986年）
- 代表取締役刑事（1991年）
- さすらい刑事旅情編（1991年）
- はぐれ刑事純情派（1994年）
- はぐれ刑事純情派（1996年）
- 幻想ミッドナイト（1997年）
- スウィートデビル（1998年）
- はみだし刑事情熱系（1999年）
- はみだし刑事情熱系（2004年）

テレビ東京
- 大江戸捜査網（1977年）
- Cafe吉祥寺で（2008年） - 中本あゆみ

### バラエティ
- よい国（1994年、フジテレビ） - 美鈴と共に双子姉妹「フィフティハリケーンシスターズ」としてレギュラー

### 映画
- 家族写真（2001年）